# 布罗德斯多夫
布罗德斯多夫是德国石勒苏益格－荷尔斯泰因州的一个市镇。总面积3.63平方公里，总人口419人，其中男性200人，女性219人（2011年12月31日），人口密度115人/平方公里。